# Рунеберг, Вальтер Магнус
Вальтер Магнус Рунеберг (фин. Walter Magnus Runeberg; 29 декабря 1838, Борго, Нюландская губерния, Великое княжество Финляндское — 23 декабря 1920, Хельсинки, Финляндия) — финский скульптор, сын знаменитого поэта Юхана Людвига Рунеберга.

## Биография
Родился 29 декабря 1838 года в небольшом финском городке Порвоо в пятидесяти километрах от Гельсингфорса.
Учился в Гельсингфорсском университете, но, чувствуя влечение к искусству, перестал посещать лекции этого заведения и поступил в Императорскую академию художеств в городе Санкт-Петербурге, где некоторое время состоял учеником профессора скульптуры барона Петра Карловича Клодта.
Затем в 1857-58 годах Турку в Академии Або прошёл курс рисования у Роберта Вильгельма Экмана. Там же училась и его будущая жена Лина Эльвинг (фин. Lina Elfving).
Осенью 1958 года 19-летний Вальтер отправился в Копенгаген. В течение четырёх лет (1858–1862) изучал скульптуру в Датской королевской академии художеств под руководством Герман Вильгельм Биссена.
В 1862—1863 годах работал в столице Италии городе Риме, вылепил там фигуру Силена, обратившую на него общее внимание.
Возвратившись на родину, в 1864—1868 годах изготовил модель статуи «Ильмаринена, выковывающего луну», для воспроизведения которой из мрамора вторично отправился в Рим.
Там из его мастерской вышли мраморные группы «Аполлон и Марсий» и «Психея, несомая Зефирами» (находится в Зимнем дворце, в Санкт-Петербурге), статуи «Психея с лампадой», «Психея с орлом Юпитера» и другие.
С 1877 года Вальтер Рунеберг поселился в Париже и стал заниматься исполнением преимущественно портретных статуй и бюстов.
Летом 1884 года участвовал в проводившемся в Финляндии конкурсе на лучший проект памятника  Александру II. В октябре 1884 года его проект получил второе призовое место из двух.
В 1893-1896 годах Рунеберг работал в Копенгагене, в том числе над созданием групповых статуй «Две данаиды» (1895, Хельсинки, Парковая больница) и «Воскресшие» (1896, Хельсинки, на могиле Рунебергов). Они стали последними крупными работами.
В 1907 году 68-лентий Вальтер Рунеберг поселился со своей семьей в Финляндии навсегда. До этого он прожил за границей в общей сложности почти 40 лет.
В июле 1916 году в возрасте 75 лет скончалась его жена Лина.
Рунеберг скончался 23 декабря 1920 года в Хельсинки в возрасте восьмидесяти двух лет. Похоронен на кладбище Хиетаниеми вместе с женой .

## Творчество
Наиболее значительными из его произведений считаются:
- памятник его отцу поэту Йохану Людвигу Рунебергу (1885) в Хельсинки и уменьшенная копия в Порвоо,
- памятник шведскому генерал-губернатор Финляндии Перу Браге Младшему (1888) в Турку и уменьшенная копия в Раахе
- четыре скульптурные аллегории в основании памятника императору Александру Второму (1894) в Хельсинки на Сенатской площади.

|                                                    |                                                                     |                                           |                                                               |                                                                                    |
| Памятник Йохану Людвигу Рунебергу, 1885, Хельсинки | Памятник Йохану Людвигу Рунебергу (уменьшенная копия), 1885, Порвоо | Памятник Перу Браге Младшему, 1888, Турку | Памятник Перу Браге Младшему (уменьшенная копия), 1888, Раахе | Четыре скульптурные аллегории в основании памятника Александру II, 1894, Хельсинки |

## Семья
- Брат - Иоганн Вильгельм Рунеберг